# Danny Vaughn
Danny Vaughn (Cleveland, 18 luglio 1961) è un cantante statunitense heavy metal, che ha esordito come voce dei Waysted e successivamente ha fondato i Tyketto.

## Discografia

### Con i Waysted
- 1986 - Save Your Prayers
- 2000 - Wilderness of Mirrors

### Con i Tyketto
- 1991 - Don't Come Easy
- 1994 - Strength in Numbers
- 1996 - Take Out & Served Up Live
- 2012 - Dig in Deep
- 2016 - Reach
- 2017 - Live from Milan
- 2019 - Strength in Numbers Live

### Con i Vaughn
- 2000 - Soldiers and Sailors on Riverside
- 2001 - Fearless
- 2002 - Forever Live

### Con i Flesh & Blood
- 1997 - Blues for Daze

### Solista
- 2001 - Standing Alone
- 2004 - From the Inside
- 2007 - Traveller
- 2010 - Reprise
- 2019 - Myths, Legends and Lies

### Partecipazioni
- 1998 - Riot - Inishmore
- 1999 - Allied Forces - R.U. Wilde
- 2003 - Gary Hughes - Once and Future King
- 2006 - Avalon - Avalon
- 2006 - Nexx - Another Dawn
- 2008 - The Illegal Eagles - Back in the Fast Lane
- 2013 - Burning Kingdom - Simplified

### Tribute album
- 2000 - Stiff Competition!: A Cheap Trick Tribute!